# (36316) 2000 LC12
2000 أل سي 12 (ويعرف أيضًا باسم (36316) 2000 أل سي 12 وفق تسمية الكوكب الصغير) (بالإنجليزية: 2000 LC12)‏ هو كويكب ضمن حزام الكويكبات؛ وترتيبه 36316 من حيث الاكتشاف.
اكتُشف هذا الجُرم الفلكي بواسطة بحث لنكولن عن الكويكبات القريبة من الأرض في 4 يونيو 2000.

## وصلات خارجية
- (36316) 2000 LC12 في قاعدة بيانات مختبر الدفع النفاث لأجرام النظام الشمسي الصغيرة

- الاكتشاف · مخطط المدار ·  العناصر المدارية · المعلمات المادية

- (36316) 2000 LC12 على موقع ويكي سكاي: DSS2, SDSS, GALEX, IRAS, Hydrogen α, X-Ray, Astrophoto, Sky Map, Articles and images